# Clytra espanoli
Clytra espanoli es un coleóptero de la familia Chrysomelidae. Fue descrita científicamente por primera vez en 1977 por Daccordi & Petitpierre.